# 新渡戶稻造
新渡戶稻造（日语：／ Nitobe Inazō，1862年9月1日—1933年10月15日），日本国际政治活动家、农学家及教育家。生於今日岩手县的盛冈市。任臺灣總督府殖產局長時於1901年提出《糖業改良意見書》，對臺灣糖業有重大影響；被稱為「臺灣糖業之父」，與磯永吉（被稱為「臺灣蓬萊米之父」）同為日本治臺時期影響日後臺灣農業發展的專家。

## 生平

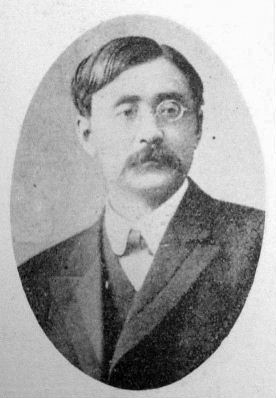
新渡戶稻造

新渡戶稻造毕业於札幌农学校（今北海道大学）。早年曾留学欧美，先后入读约翰霍普金斯大学和哈勒大学。
1883年，於德國哈雷-維滕貝格大學（Martin-Luther-Universität Halle-Wittenberg）取得農業經濟博士學位。曾担任国际联盟副事务长、臺灣總督府民政部殖産局長，第一高等學校（現東京大學前身之一）校長，也是东京女子大学的创立者。1891年与美国人玛丽·埃尔金顿（Mary Elkinton，日本名：万里子）在费城结婚。
1891年，新渡戶稻造回國赴任札幌農學校的教授。但之後由於夫婦兩人的身體狀況皆不佳，因此暫時停職，前往加州休養。在1900年的靜養期間，新渡戶稻造所書寫的《武士道：日本之魂》一書，先後被譯為德文和法文出版，以此為始，世界各國接連出版譯本，讓新渡戶稻造的名聲，廣為世界所知。
台灣民政長官後藤新平與新渡戶稻造同為岩手出身，互有親交，早先招聘他為總督府技師，雖然被他以「身體不佳」為理由持續拒絕，卻仍花費了2年的時間說服禮聘。最後，新渡戶稻造以「1日1小時午睡時間」的條件，1901年辭去札幌農學校的教授一職，在他39歲的時候，以臺灣總督府技師的身份，來臺赴任。
新渡戶認為，農業要和工商業一同構築堅實的基礎，才能建構理想的國家，帶來繁盛的未來。他想在臺灣的糖業實踐此理念，因此，他來臺灣赴任之後，花了半年的時間視察全島，深信臺灣殖興產業的關鍵就在於製糖產業。他前往巴黎參加萬國博覽會，考察歐美各國與其他殖民地的製糖設備，回程途中繞經埃及和爪哇，實地視察當地製糖產業的經營狀況，習得殖產局長所需的各種知識。
其後，新渡戶稻造整備了製造業的發展後續，1903年兼任京都帝大法科大學的教授而回到日本，但仍擔任臺灣總督府囑託（譯註：任期制官員），持續指導臺灣農業的發展。新渡戶回國後，先後歷任第一高等學校校長、東京帝國大學教授、國際聯盟副事務長、太平洋國際學會理事長，並於1925年獲任命為帝国学士院会員。
1933年10月，新渡戶稻造參加太平洋國際學會第5次大會後，在加拿大溫哥華突然倒下，10月15日晚8時30分於加拿大的維多利亞港口西岸去世，結束了71歲的生涯。新渡户的出生地盛冈与逝世地维多利亚1985年成为姊妹城市。
他是从1984年到2004年间流通使用的日本银行券5,000日元的币面人物，2004年版5000日元纸币的币面人物改为樋口一葉。

## 著作

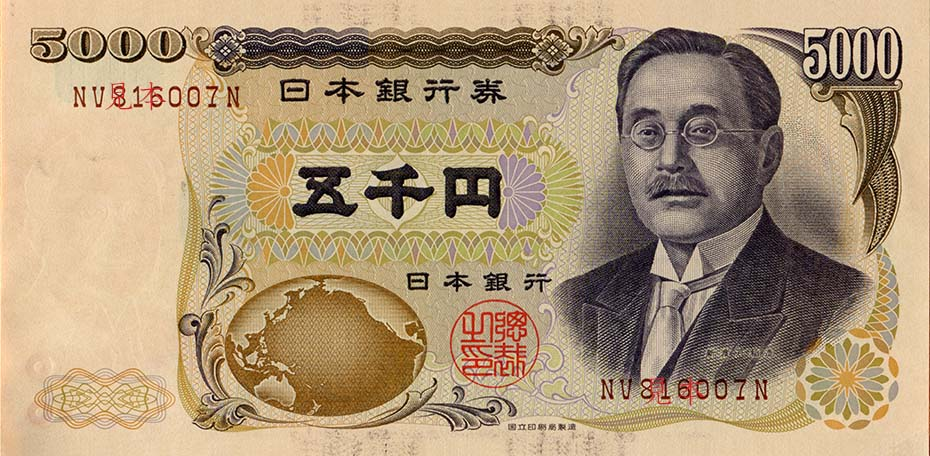
1984年到2004年5,000日元日本银行券的新渡戶稻造。

- 《武士道－日本人的精神》
- 《修养》

## 相關頁面
- 臺灣糖業(臺糖)
- 花糖文物館